# کالینا ویلکا
کالینا ویلکا (به لهستانی:  Kalina Wielka) یک روستا در لهستان است که در گمینا سوابوشوو واقع شده‌است.
 کالینا ویلکا  ۵۲۰ نفر جمعیت دارد.